# الدوري السلوفيني لكرة القدم 1951–52
الدوري السلوفيني لكرة القدم 1951–52 هو موسم من الدوري السلوفيني لكرة القدم ‏. فاز فيه نادي ليوبليانا الأولمبي لكرة القدم ‏.